# 八五一一农场
八五一一农场是一个位于中华人民共和国黑龙江省鸡西市密山市的农场，亦是黑龙江省农垦牡丹江管理局所属的一个农场。
八五一一农场地处三江平原东南部，地跨密山市、虎林市、宝清县。土地总面积520平方公里，总人口15817人。

## 行政区划
八五一一农场下辖以下单位：
八五一一场直社区、八五一一农场第一管理区、八五一一农场第二管理区、八五一一农场第三管理区、八五一一农场第四管理区、八五一一农场第五管理区、八五一一农场第六管理区和八五一一农场第七管理区。